# Slag bij Kessel

Kaart van Nederland in de Romeinse tijd met de locatie van de veldslag.

De slag bij Kessel is de vroegst bekende veldslag die heeft plaatsgevonden op het huidige grondgebied van Nederland, rond het jaar 55 v.Chr.
In deze veldslag werden twee Germaanse stammen, namelijk de Tencteren (Tencteri) en de Usipetes, uitgemoord door een Romeins leger onder bevel van Julius Caesar. Deze Romeinse generaal beschreef deze gebeurtenis in zijn boek Commentarii de bello Gallico, maar pas in 2015 is de precieze locatie van de veldslag opgehelderd. Dat was nabij het dorp Kessel (nu Maren-Kessel) in de Brabantse gemeente Oss en het Gelderse dorp Heerewaarden in Nederland. Heerewaarden is gelegen in het gebied tussen de rivieren wat het Land van Maas en Waal genoemd wordt, nabij de plaats waar de rivieren bijna samenstromen. Kessel ligt vlakbij op de zuidoever van de Maas. Tegenwoordig verbinden een dijk en een weg het Land van Maas en Waal met de Bommelerwaard, die verder naar het westen tussen de rivieren ligt. In de Romeinse tijd stroomden de rivieren mogelijk echt samen.
In 55 v.Chr. probeerde Caesar de grote rivieren, namelijk de Rijn, de Waal en de Maas, als grens van het Romeinse Rijk vast te stellen en de Keltische stam die hier woonde, de Menapii, bij het Rijk te betrekken.

## Archeologie
Tijdens het baggeren in de jaren 1990 verzamelden amateurarcheologen Leo Stolzenbach en Anton Verhagen in het gebied grote hoeveelheden archeologisch materiaal. Later leidde archeoloog Nico Roymans van de Vrije Universiteit Amsterdam het wetenschappelijk onderzoek. Er werden een groot aantal skeletresten gevonden, maar ook zwaarden, speerpunten en een helm. Veel skeletten vertonen sporen van zwaard- of speerwonden, en de C14-dateringsresultaten laten zien dat ze inderdaad dateren uit de Late IJzertijd. Bij drie personen werd het tandglazuur onderzocht op de aanwezigheid van strontiumisotopen. Hieruit bleek dat de sporen niet uit dit gebied afkomstig waren.

## Geschiedenis
Wat Caesar zelf over de strijd schreef, is voor veel moderne lezers ronduit angstaanjagend. De twee stammen kwamen van buiten de grenzen van het Rijk en vroegen Caesar toestemming om zich in de vruchtbare rivierstreek te vestigen. Zij hadden een kampement in het Land van Maas en Waal. In plaats van zijn toestemming te geven, viel hij aan (Boek IV, Hoofdstuk XV):

Met mijn leger (…) arriveerde ik al bij het vijandelijke kamp voordat de Germanen door konden hebben wat er gebeurde. Door dit alles raakten ze plotseling in paniek: wij waren snel ter plaatse, hun stamhoofden ontbraken, en zij kregen geen tijd om te overleggen en naar de wapens te grijpen. (…). En terwijl hun angst zich manifesteerde in hun geschreeuw en gedraaf, drongen onze soldaten (…) het kamp binnen. Daar boden de mannen die in allerijl de wapens hadden kunnen grijpen korte tijd weerstand, en vochten tussen de karren en bagagewagens. (…) Maar er was ook een grote groep vrouwen en kinderen en deze sloegen nu naar alle kanten op de vlucht. Ik stuurde de ruiterij achter hen aan. De Germanen hoorden gegil achter zich en toen zij zagen dat hun vrouwen en kinderen gedood werden, smeten zij hun wapens neer (…) en renden hals over kop weg uit het kamp. Toen zij bij het punt waren gekomen waar Maas en Rijn samenstromen, zagen zij geen heil meer in verder vluchten. Een groot aantal van hen werd gedood en de rest wierp zich in de rivier, waar zij omkwamen overweldigd door angst, vermoeidheid en de kracht van de stroom.

In de tijd van Caesar was genocide (volkerenmoord) een onbekend begrip en hij vertelde met trots over zijn daden. Het aantal doden wordt geschat op 150.000 tot 200.000.

## In de media
- De gebeurtenis werd gedramatiseerd in aflevering 2 "Romeinen en Bataven" van de docudramaserie Het verhaal van Nederland, uitgezonden op 9 februari 2022.